# Kriegerdenkmal (Haldenwang)

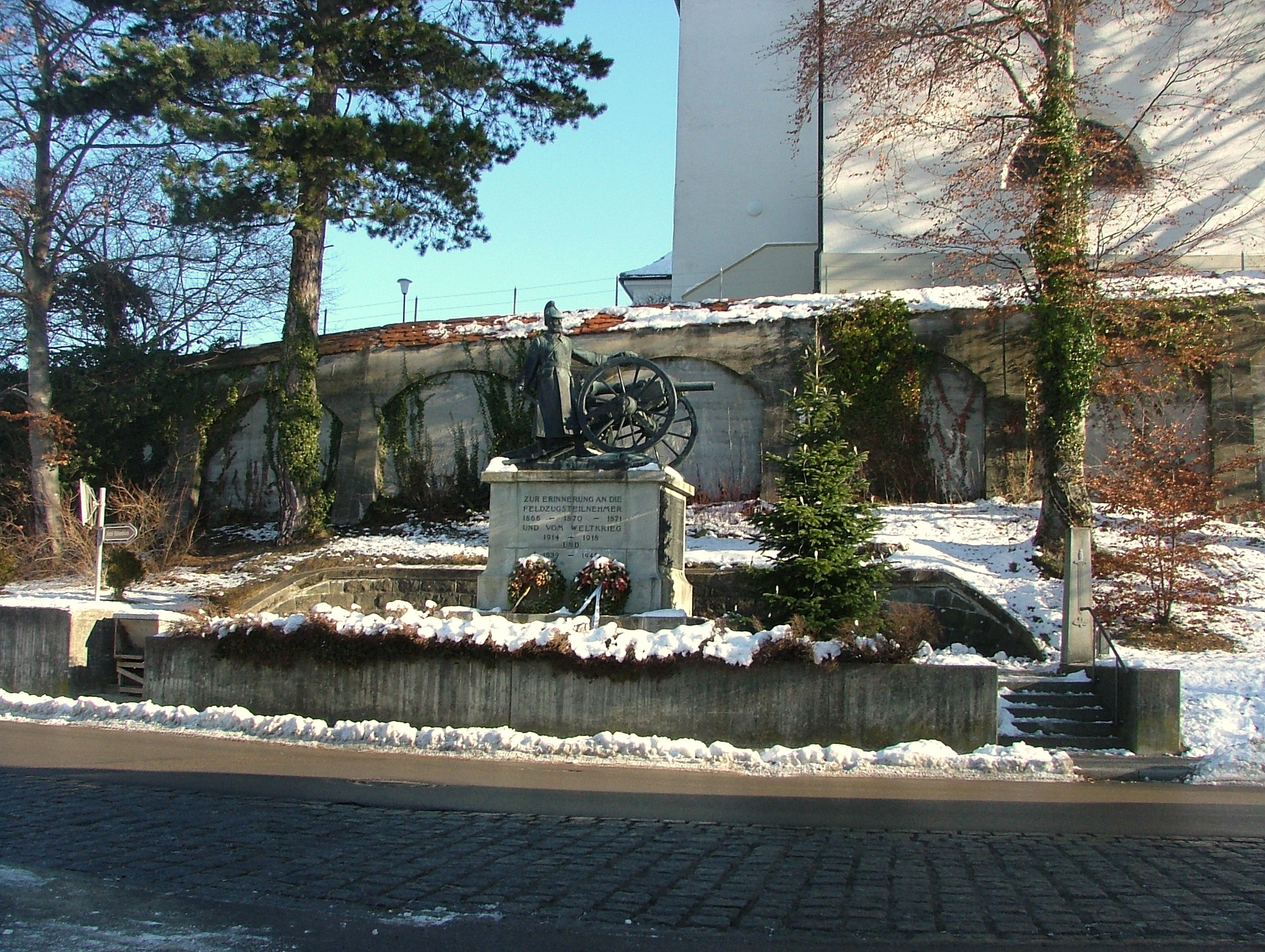
Kriegerdenkmal Haldenwang

Das Kriegerdenkmal der Gemeinde Haldenwang (Allgäu) wurde am 1. September 1912 eingeweiht und galt später sogar als „Schönstes Mahnmal im Landkreis“.

## Entstehung
Das Kriegerdenkmal in der Gemeinde Haldenwang im Landkreis Oberallgäu wurde im Sommer 1912 errichtet und mit einer großen Feier im Dorf „Willkommen geheißen“. Es steht auf einem ihm gewidmeten Ehrenplatz unterhalb der Pfarrkirche St. Theodor auf einem Grundstück der Gemeinde. Erbaut wurde das Denkmal „in Erachtung der Ehrenpflicht der [Soldaten aus dem Ort], die im Kampf um das Vaterland ihr Leben lassen mussten“. Zukunftsweisend sollen aber auch die Leiden des Krieges in Erinnerung bleiben, sodass der Friede gewahrt wird.

## Gestaltung
Die 13 Einzelteile der Statue bestehen aus 2,5 mm starkem Grüntaler Kupferblech und stehen auf einem Sockel aus Beton. Dargestellt ist ein Fußartillerist, der stramm stehend in die Ferne schaut. Er trägt eine „klassische“ bayerische Uniform mit Mantel. Neben ihm steht eine Feldkanone. Das Bajonett in seiner rechten Hand soll die Grausamkeit des Krieges darstellen. Der Lorbeerkranz in seiner Linken symbolisiert im Gegensatz dazu die Hoffnung auf Sieg und Frieden. Und stützt damit die allgemeine Idee, dass ein Kriegerdenkmal den „Toten zur Ehr und den Lebenden zur Mahnung“ sein soll.
Häufig bestehen Gedenkstätten aus abstrakten Objekten, wie zum Beispiel Obelisken. Denkmäler, die einen kämpfenden Soldaten darstellen findet sich dagegen eher selten. Dasselbe gilt für die Nennung der Jahreszahl 1866 (Österreichisch-Preußischer Krieg), die das Haldenwanger Kriegerdenkmal zusätzlich sehr einzigartig macht.
Auf der Seite, die der Hauptstraße zugewandt ist, steht mit einzelnen kupfernen Buchstaben der folgende Schriftzug:
Zur Erinnerung an die

Feldzugsteilnehmer

1866 – 1870 – 1871

und vom Weltkrieg

1914 – 1918

und

1939 – 1945
An der linken Seite befindet sich eine Gusstafel mit der folgenden Inschrift:
Ehrendes Gedenken

der Heimatgemeinde

1939 – 1945

unseren Toten

(Namen)

unseren Vermissten

(Namen)

## Veränderung und Baugeschichte
Die Initiative für den Bau ging von der Gemeinde selbst unter Bürgermeister Johann Blenk aus.
Die Herstellung der Statue erforderte große finanzielle Opfer der Bevölkerung. Das Denkmal wurde vollständig von den Bürgern aus eigener Tasche bezahlt. So konnte ein erstes kleines Modell von Bildhauer Xaver Abt aus Mindelheim angefertigt werden. Ein heute unbekannter Münchener Bildhauer fertigte später ein originalgetreues Gipsmodell vom endgültigen Entwurf an. Für die Anfertigung der Statue stand nur sehr wenig Zeit zur Verfügung. Daher musste von frühmorgens bis tief in die Nacht und zwei ganze Nächte durchgearbeitet werden, damit sie rechtzeitig fertig wurde.
Drei Jahrzehnte später, im Zweiten Weltkrieg, sollten viele Gegenstände, die aus Metallen gefertigt waren, die für die Rüstungsindustrie interessant waren, wie zum Beispiel auch Kirchenglocken, für die Herstellung von Waffen eingeschmolzen werden. So auch das von den Haldenwanger Bürgern selbst gestiftete Kriegerdenkmal. Mit dem freiwilligen „Kauf“ des Grundstücks, auf dem es steht, sowie der gesamten Statue schafften sie es allerdings, ihr Mahnmal zu retten. Denn nun konnte die Gemeinde den Nachweis erbringen, dass das Denkmal auf Privateigentum stand, und somit musste es bleiben, wo es war.

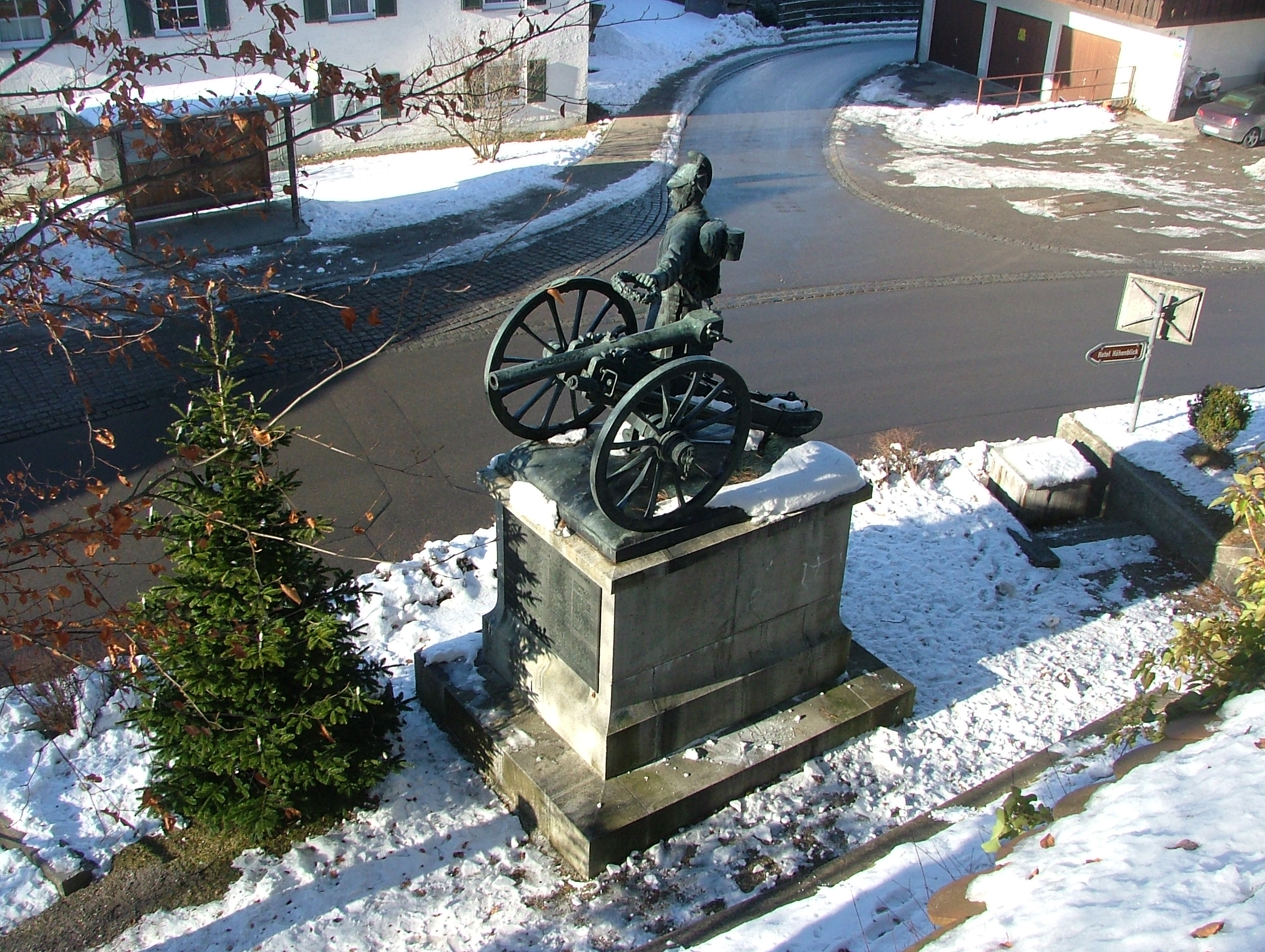
Blick von hinter dem Denkmal auf die Hauptstraße

So steht der „kupferne Kanonier“, wie er in der Dorfchronik genannt wird, seit mittlerweile über 100 Jahren unverändert an Ort und Stelle. Allerdings wurden nach den Weltkriegen die jeweiligen Jahreszahlen und die Gusstafel hinzugefügt.
Die Gemeinde hatte 2010 die Absicht, die Haldenwanger Ortsdurchfahrt zu verschönern. Dabei solle auch das Kriegerdenkmal eine entscheidende Rolle spielen. Ob es überhaupt dazu kommt und wie die „Schönheits-OP für die Ortsdurchfahrt“ aussehen wird, ist aber noch nicht entschieden.

## Heutige Aktivitäten
Heute ist das Denkmal ein bekanntes „Wahrzeichen“ Haldenwangs. Angehörige der Gefallenen besuchen das Mahnmal, vermutlich aufgrund der Tatsache, dass die Kriege doch schon einige Jahrzehnte und sogar über ein Jahrhundert zurückliegen, eher nicht mehr. Allerdings werden bis heute jedes Jahr am Volkstrauertag Kränze niedergelegt und der jeweilige Bürgermeister sowie andere bedeutende Personen halten kurze Reden. Dabei geht es vor allem darum die Erinnerung an die Kriege und ihre Brutalität der Bevölkerung wieder ins Gedächtnis zu rufen, aber vor allem soll der seit nunmehr fast 70 Jahren in Europa vorherrschende Frieden geschätzt und gefeiert werden.
Das Kriegerdenkmal scheint den Bürgern bis heute Respekt einzuflößen, denn noch nie gab es Beschädigungen. Auch eine Restaurierung war noch nicht notwendig. Das Denkmal liegt in der Obhut der Krieger- und Soldatenkameradschaft Haldenwang-Börwang, die sich bei anfallenden Reparaturen oder Restaurierungen um alle nötigen Schritte kümmern würde. Aber auch dort gibt es kaum mehr Zeitzeugen oder Feldzugsteilnehmer aus dem Zweiten Weltkrieg, geschweige denn von der Errichtung des Denkmals.

## Reaktion der Öffentlichkeit
Das Haldenwanger Kriegerdenkmal hat einen hohen Stellenwert in der Bevölkerung. Die Bürger selbst haben die Erbauung beschlossen und sind für die Kosten aufgekommen, haben um „ihr“ Denkmal gekämpft und besuchen es einmal im Jahr. Bei der Einweihung am 1. September 1912 war die Euphorie natürlich noch viel größer. Unterwegs musste besonders darauf geachtet werden, dass keine Äste, die in die Straße hineinragten, die Statue beschädigten. Da die Haldenwanger die Ankunft des Denkmals kaum noch erwarten konnten, schickten sie sogar einen Boten, der zügig von den Transportschwierigkeiten berichtete. Beim Herantragen der Statue kamen ihr Ehrenjungfrauen entgegen, die später auch zahlreiche Kränze niederlegten. Gleichzeitig wurden die Kirchenglocken viele Minuten lang geläutet und bei der anschließenden Segnung durch den damaligen Pfarrer Witzigmann jubelte die gesamte Gemeinde. Abgeschlossen wurden die Feierlichkeiten mit einem großen Dorffest. Viele Auswärtige besuchten das Fest und bewunderten das Denkmal, auf das die Haldenwanger bis heute sehr stolz sind.
Die Dorfgemeinde freute außerdem, dass der tapfere Soldat im Ortskern als das „Schönste Mahnmal im Landkreis“ bezeichnet wurde.
Anlässlich des hundertjährigen Jubiläums am 1. September 2012 gab es in der Allgäuer Zeitung sowie im Amtsblatt der Gemeinde einen kurzen Artikel.
Das Denkmal ist unter der Nummer D-7-80-122-5 auf der Bayerischen Denkmalliste geführt.